# John Östling
John Östling (i riksdagen kallad Östling i Ljusdal), född 2 december 1859 i Sveg, död 15 november 1940 i Ljusdal, var en svensk grosshandlare och politiker (liberal). Han var svärson i andra giftet till lantbrukaren och riksdagsmannen John Norén.
John Östling, som var son till en lantbrukare, var handelsman i Glissjöberg i Sveg till 1888 och därefter i Ljusdal till 1923, från 1909 som grosshandlare. Han var också vice ordförande i Ljusdals municipalstämma och i municipalnämnden 1907-1910.
Han var riksdagsledamot i första kammaren för Jämtlands läns valkrets 1914-1917 och tillhörde i riksdagen Frisinnade landsföreningens riksdagsparti Liberala samlingspartiet. I riksdagen var han bland annat suppleant i bankoutskottet 1916-1917. I riksdagen skrev han en egen motion om ersättning till postsparbanken för inlåningsräntans höjning. 
1928 anlade Johan Östling med framsynthet och med stort intresse för det som då var en rätt typisk överklassport, den första grusbelagda tennisbanan i Ljusdal.